# Ann Leckie
Ann Leckie, född 1966, är en amerikansk författare av science fiction och fantasy. Hennes debutroman 2013 Ancillary Justice, vann 2014 års Hugopris för bästa roman, Nebulapriset,  Arthur C. Clarke-priset,  och BSFA-priset. Uppföljarna, Ancillary Sword och Ancillary Mercy, vann av Locuspriset och nominerades till Nebulapriset. Provenance, publicerad 2017, utspelar sig också i Imperial Radch- universumet. Leckies första fantasyroman, The Raven Tower, publicerades i februari 2019.

## Karriär
Leckie växte upp som science fiction-fan i St. Louis i USA, men hennes ungdomsförsök att få sina science fiction-verk publicerade var utan framgång.
Efter att ha blivit förälder, 1996 och 2000, drev tristessen i ivet som hemmamamma henne att skissa på ett första utkast till vad som skulle bli Ancillary Justice for National Novel Writing Month 2002. 2005 deltog Leckie i Clarion West Writers Workshop, där hon studerade för Octavia Butler. Efter det skrev hon på Ancillary Justice i sex år; den antogs av förlaget Orbit 2012 och publicerades året därpå.
Leckie har publicerat ett stort antal noveller i tidskrifter som Subterranean Magazine, Strange Horizons och Realms of Fantasy.
Hon var redaktör för science fiction- och fantasytidningen Giganotosaurus  från 2010 till 2013, och är biträdande redaktör för PodCastle- podden. Hon tjänstgjorde som sekreterare för föreningen Science Fiction and Fantasy Writers of America från 2012 till 2013.

### Imperial Radch-trilogin
Leckies debutroman Ancillary Justice, den första boken i rymdoperatrilogin Imperial Radch, publicerades till god kritik 2013 och vann alla de främsta engelskspråkiga science fiction-priserna. Den följer Breq, den enda överlevande från ett förstört rymdskepp och en del av fartygets artificiella medvetande, när hon försöker hämnas sig på härskaren över det imperium hon varit en del av.
Uppföljaren, Ancillary Sword, publicerades 2014, och den sista delen, Ancillary Mercy, publicerades 2015. "Night's Slow Poison"  (2014) och "She Commands Me and I Obey"  (2014) är noveller som utspelar sig i samma universum.

### Andra romaner
2015 köpte Orbit Books ytterligare två romaner från Leckie. Den första, Provenance (publicera 2017), utspelar sig i Imperial Radch-universumet. Den andra skulle ha varit en orelaterade science fiction-roman. Leckies första fantasyroman The Raven Tower publicerads 2019.

### Romaner
Imperial Radch-trilogin
1. Ancillary Justice. (1 oktober 2013). Orbit. ISBN 978-0-356-50240-3.
2. Ancillary Sword. (7 oktober 2014). Orbit. ISBN 978-0-356-50241-0.
3. Ancillary Mercy. (6 oktober 2015). Orbit. ISBN 978-0-356-50242-7.

Andra romaner
- Provenance. (26 september 2017). Orbit. ISBN 978-0-316-38867-2.
- The Raven Tower. (26 februari 2019). Orbit. ISBN 978-0316388696.